# Enrique Areilza Churruca
Enrique Areilza Churruca (Guecho, 24 de enero de 1934-Madrid, 3 de noviembre de 2019), conde de Motrico, conde de Rodas y abogado de empresa.

## Biografía
Hijo de José María de Areilza, embajador español en Buenos Aires, Washington D. C. y París, y de Mercedes Churruca Zubiría, Condesa de Motrico. Tras pasar su infancia en Bilbao, se trasladó a Madrid para iniciar sus estudios en el colegio Nuestra Señora del Pilar. Se licenció en Derecho en la Universidad Complutense de Madrid.
Tras concluir la carrera de Derecho, trabajó como abogado de empresa. Presidió la Sociedad Española de Minas de Somorrostro y representó en España, entre otras compañías extranjeras, a Baring Brothers & Co. Ltd. 
Muy vinculado a la Armada Española, desde que fuera teniente de navío de Infantería de Marina en las milicias universitarias, fue durante mucho años fue Patrono del Museo Naval. En dicho museo depositó diversos objetos familiares para su exposición pública. Desde allí desplegó una importante actividad de mecenazgo y apoyo a la cultura naval española. Recibió la Gran Cruz del Mérito Naval.
Fue nombrado Caballero Gran Cruz de Honor y Devoción de la SOM de Malta como reconocimiento por su trabajo en esta Orden. 
Casado con Pilar Carvajal Urquijo, Condesa de Motrico y de Rodas. Tuvieron cuatro hijos: Mónica, José María, Águeda e Icíar.